# Aleksanteri Toivola
Aleksanteri Toivola (n. 4 martie 1893, Vîborg, Marele Principat al Finlandei, Imperiul Rus – d. 27 august 1987, Helsingfors, Finlanda) a fost un luptător ce a reprezentat Finlanda, medaliat olimpic. A participat la 2 ediții ale Jocurilor Olimpice (1924, 1928) în care a câștigat o medalie de argint.